# سیدی علی ملال
سیدی علی ملال (به عربی: سيدي علي ملال) یک شهرداری در الجزایر است که در استان تیارت واقع شده‌است. سیدی علی ملال ۷٬۱۹۳ نفر جمعیت دارد.